# 蘇峻の乱
蘇峻の乱（そしゅんのらん）は、中国の東晋初期の327年から329年にかけて歴陽内史蘇峻が起こした反乱。

## 背景
王敦の乱鎮圧に功を挙げた蘇峻は戦後に使持節・冠軍将軍・歴陽内史・散騎常侍・邵陵公を与えられるなど長江北部において精兵数万を擁する大軍閥となったが、一方で次第に増長し罪人や亡命者を朝廷の許可なく独断で匿うなどの行動を取るようになる。中央では太寧3年（325年）に明帝が崩御し、太子司馬衍が成帝として即位したがわずか4歳の幼児であり、成帝の生母庾文君が垂簾聴政を行うこととなり、外戚である庾一門の権勢が大きく高まった。
政権を掌握した庾一族の長兄中書令庾亮の権勢は宰相王導をも凌いだが、寛容で政治的平衡感覚に優れていた王導に比べて、庾亮は厳格な法治主義を以て強権的に改革を推し進め、様々な軋轢を生じ始める。明帝死亡時の遺詔の昇格人事から荊州刺史陶侃と豫州刺史祖約の名前が無かった際には二人から庾亮の仕業と恨みを買った。また、咸和元年（326年）11月には後趙の石聡の侵攻に対して祖約は救援の要請を再三朝廷にしたが、朝廷はこれに応じず結局の所は蘇峻が独自に韓晃を救援に寄越してこれを退けたものの、戦後に朝廷は首都建康の北の備えに涂塘の修繕を議題に挙げ、これに祖約は見放されたものと朝廷への不信感を一気に募らせた。
加えて庾亮は蘇峻の存在を危険視して備えとして温嶠を都督江州諸軍事、江州刺史として武昌に鎮させ、緊張が高まった。

## 蘇峻の乱

### 蘇峻起兵
咸和2年（327年）、庾亮はついに蘇峻の軍権を剥奪するべく、軍権の無い職を与えて朝廷に召喚しようと画策する。これに王導は「蘇峻は猜疑心が強いので危険である」と忠告し、また卞壼も「蘇峻は強兵であるのでもし叛逆されれば勝てない」と反対し、親しい温嶠ですらも「国家に大事を招く」と自重を求めたが、庾亮はこれら全てを無視して、郭黙を後将軍、領屯騎校尉、庾冰を呉国内史に任命して更に備えた上で蘇峻の大司農任命を強行し、軍権を蘇逸（蘇峻の弟）に移すように命じた。
この命を受けた蘇峻は朝廷が己を召喚して害しようとしていると疑ってこれを固辞しようとしたが、朝廷はこれを認めず重ねて蘇峻を呼んだ。この時、蘇峻は観念して参上しようと行装を固めたものの決意が付かずにいたが、参軍の任譲の讒言によって自衛の為に先に挙兵する事を決意する。朝廷は使者を送って更に蘇峻の参内を求めたが、ここで蘇峻は「この謀をした者に死を以て報いさせる」と叛意を露わにした。
挙兵を決めた蘇峻は祖約に遣いを送って庾亮討伐の兵を共に起こそうと誘うと、日頃より庾亮に恨みを抱いていた祖約は喜々として参軍を約束してこの企てに協力した。一方で蘇峻の叛意を知った朝廷は卞壼を尚書令・領右衛将軍、王舒を揚州刺史、虞潭を都督三呉等郡諸軍事に任命して北方の蘇峻を警戒した。

### 東晋軍の抗戦
咸和2年（327年）10月に蘇峻は挙兵し、この際に阜陵県令匡術がこれに加わり、11月には祖約配下の祖渙（祖逖の子）と許柳が蘇峻軍に合流し、次第に数を増やしながら建康へと進軍して行った。この事態に温嶠は兵を動かして建康の防衛に参じようとするが、庾亮は荊州の陶侃の連携を危惧してこれを断り、江州に留まるように指示した。また、孔坦と陶回が早急に阜陵を攻略して江西の諸口を先に確保するように王導に上表した時も、王導は賛成したが庾亮は了承せず、迎撃の作戦が纏まらなかった。
そうこうしている内に12月には蘇峻軍の韓晃に姑孰を強襲され備蓄していた塩米を奪い取られると、蘇峻軍の勢いの前に皇族である彭城王司馬雄と章武王司馬休がたまらず降参して蘇峻軍へと寝返り、戦局はますます悪化した。ここに至ってついに庾亮自身が都督征討諸軍事として指揮を執る事となり、弟の庾翼を石頭城に入れた。この頃、都督徐兗青三州諸軍事の郗鑒も建康援護のために軍を東に動かす許可を求めたが、庾亮は後趙に対する防衛の要であった郗鑒を動かすことを躊躇し、これを認めなかったので郗鑒の軍事行動は劉矩に3,000の兵を与えて建康に送るに留まった。
咸和3年（328年）1月には慈湖の戦いで韓晃に司馬流が敗れ、ここでも兵糧を焼き払われ官軍に餓死者が出た。更に牛渚の戦いでも祖渙・許柳の軍勢に官軍は敗北した。2月にはついに蘇峻が首都建康の指呼の間に迫る覆舟山に布陣。この時に陶回が「蘇峻の軍は守備の堅いを石頭城を避けて小丹陽の南の道を通るのでここに伏兵を置くべきだ」と庾亮に提言したが聞き入れられず、その後に陶回の予想通りに蘇峻が小丹陽の南の道を夜半に通り抜けた事を知ると、庾亮は陶回の策を容れなかった事を強く後悔したという。
ついに建康に迫った蘇峻軍に対して朝廷は緊急に詔を発して卞壼を都督大桁東諸軍事に任命して鍾雅・郭黙・趙胤らに蘇峻を迎撃させたが、西陵の戦いで死傷者1,000人余りを出す大敗を喫した。続く青溪柵防衛戦でも卞壼が大将として迎撃に出たが火計を用いた蘇峻の軍勢の前に再び大敗し、卞壼が2人の息子共々討死すると丹楊尹羊曼、黄門侍郎周導、廬江郡太守陶瞻らも戦死。庾亮も宣陽門で戦っていたが、もはや衆寡敵せずついには3人の弟と郭黙、趙胤らと共に温嶠の守る尋陽に落ち延びた。

### 蘇峻入朝
建康に押し入った蘇峻軍はすぐさま宮殿に乱入して来たが、ここで王導は褚翜に成帝を抱きかかえたまま太極前殿に登らせ、鍾雅と劉超をその左右両脇に立たつよう命じ、王導自身と陸曄・荀崧・張闓らも成帝を守るようにして壇上に上がり押し入った蘇峻軍と対峙し、褚翜が直立不動のまま非礼を一喝すると名望のある彼らに対して蘇峻軍も敢えてその場では手出しはしなかった。しかしながら後宮では皇后や宮女達に狼藉を働き、光禄勲の王彬ら宮人を皆鞭打ちに処した後に兵を担がせたまま蒋山に登らせ、更には士女達を皆裸に剥いて茅を被せ、茅が足りなくなれば土を被せるなど暴虐の限りを尽くした後に国庫を暴いて布二十万匹、金銀五千斤、錢億萬、絹数万匹を我が物として瞬く間に費やした。
建康を制圧し政権を掌握した蘇峻は大赦を出したが、庾亮とその兄弟だけは大罪人として対象から外した。そして蘇峻は自身を驃騎将軍・録尚書事とすると祖約を侍中・太尉・尚書令とし、許柳を丹楊尹、馬雄を左衛将軍、祖渙を驍騎将軍とした。また、先の司馬宗の誅殺に連座して中央の職を解かれ降格させられていた弋陽王司馬羕が蘇峻の功を讃えて参台すると、爵位を西陽王に戻して太宰・録尚書事に復させた。軍事行動においては呉国内史庾冰を攻めさせ、庾冰は会稽の王舒の元へと敗走した。

### 後趙侵攻、温嶠の反攻作戦
4月、祖約軍の主力が出払っていることに勘付いた後趙の石勒は石堪を派兵して宛を攻撃し、苑を守備する南陽郡太守王国が後趙に寝返る。更に淮上で石堪と祖約が対峙した際に祖約配下の陳光が謀反し祖約を襲い、祖約は辛うじてこの場は逃げ延びたが陳光もそのまま後趙へと寝返り一気に窮地へと立たされる。
一方で尋陽に駐屯する温嶠は范汪からの報告で蘇峻が暴政によって人望を失っている事を知り、建康奪還の兵を挙げることを決意。温嶠と庾亮はどちらが大将となるか協議したが決まらず、見かねた温充が未だ旗色が不鮮明な陶侃を味方に引き込み大将とする事を提案する。温嶠は陶侃に参陣を促したものの当初は色良い返事が無く、温嶠は諦めて自分たちだけで蘇峻の討伐に向かおうとしたが毛宝がこれを諌め、気を取り直した温嶠は以後も粘り強く説得して陶侃もついに派兵を了承した。郗鑒は北の後趙の活発化によってまたしてこの時点では直接動けなかったが、夏侯長などを派遣して温嶠と合流させ、蘇峻軍は太子の身柄を押さえたまま東遷すると先読みして塁を設営して敵の糧道を封鎖する事を温嶠に献策した。

### 東晋官軍の反撃
5月、陶侃の本隊が温嶠の寄る尋陽入りし、ここで庾亮が陶侃と会談して非礼を詫たことで正式に和解。陶侃を大将とした総勢４万の兵が建康奪還に南に向かうと、これに呼応して王舒・庾冰・虞潭・蔡謨・顧従らが各地で義兵を率いて立ち上がる。これに対する蘇峻は成帝の身柄を強引に石頭城に移して周辺の防備を固め、また北で苦戦する祖約に援軍を送って苑を奪い返し、匡術に守らせた。
陶侃・温嶠らは水軍を要として徐々に南下して蘇峻軍と戦い、茄子浦では温嶠配下の毛宝が蘇峻軍の桓撫の輜重部隊を襲い、兵糧を奪い取って大いに破り、また郗鑒もようやく兵を率いて茄子浦に駆けつけた。しかし、蘇峻軍の韓晃に囲まれた宣城を守備していた桓彝を救援できず桓彝は敗死し、庾亮の派兵した王彰も蘇峻軍の張曜に敗れるなど蘇峻軍の勢いも依然衰えてはいなかった。

### 白石塁の戦い
6月に入るとついに東晋官軍が石頭城に迫ったが、守りが固い上に成帝が拉致された石頭城を前に膠着する。そこで陶侃の監軍である李根の献策によって石頭城にほど近い位置に突貫工事で一夜にして白石塁を建造し、ここに庾亮率いる2,000の兵を入れた。驚愕した蘇峻は急ぎ白石塁を万の兵で攻め立てたが、蘇峻の目を引きつける事こそ白石塁建造の主目的であり、隙を付いて郗鑒らの水軍が密かに移動して水運の要衝である京口攻略を狙った。この策は成功して郗鑒は京口の攻略に成功し、また囮となった白石塁も守将の庾亮が奮戦して数倍の兵数の蘇峻を撃退した。そして京口に鎮した郗鑒は郭黙に命じて大業・曲阿・庱亭に3つの塁を新たに築かせ、蘇峻軍の補給路を完全に分断した。
北方でも祖約軍の祖渙、桓撫に湓口が襲われて毛宝が迎撃に出たが、この時に主祖約の叛逆に兼ねてから不快感を持っていた桓宣が官軍に寝返り、毛宝は祖約軍を退ける事に成功すると毛宝は逆撃を加えて合肥を攻略した。

### 蘇峻の死
7月、後趙の石聡・石堪が寿春を攻略して2万戸を北へと連れ去り祖約は歴陽へと逃げ込んだが、配下の後趙への投降が相次ぎ祖約の勢力はほぼ壊滅した。残るは蘇峻のみとなったが9月に入ってなお蘇峻の抵抗は激しく、温嶠らが幾度か攻撃を仕掛けたがいずれも撃退され、長引く遠征に陶侃の兵糧も尽きつつあり、朝廷では一向に士気の衰えない蘇峻の強さを畏れた人間から講和論も出たが温嶠が一喝してこれを抑え、陶侃にも蘇峻討伐が済むまで滞陣するように説得した。
ただ糧道を寸断された蘇峻も追い込まれており、張健・韓晃に命じて郗鑒の建造した3つの塁の一つである大業塁を攻め立てて状況の打破を図った。大業塁では兵糧が枯渇して危機的な状況に陥り、陶侃はこれを救援しようとしたが長史の殷羨が「石頭城を今急襲すれば大業の包囲も解ける」と訴えると陶侃はこの意見を聞き入れ、標的を石頭城へと転換した。陶侃は水軍を率いて石頭城へと向かうと、庾亮・温嶠・趙胤に歩兵数万を与えて白石塁から南下させた。これに対して蘇峻の兵は8,000人ほどであったが、先陣趙胤を破って勢いに乗り更に突撃をかけたものの官軍の備えを破れず、ここで一旦白木陂まで兵を返そうとしたが陶侃の配下である彭世・李千らが投擲した矛が蘇峻の馬に当たり、落馬した蘇峻は官軍に首を刎ねられて大将である蘇峻の死に動揺した蘇峻軍は大敗した。
蘇峻が討たれた事で大業を攻撃していた韓晃らは囲みを解いて石頭城へと撤退し、庱亭を攻めていた管商は庾亮へと投降。任譲は蘇逸を新たな盟主に担いで石頭城に籠城したが以後はもはや官軍優位の趨勢は変わらなかった。

### 蘇峻残党の掃討
咸和4年（329年）1月、陸曄・陸玩兄弟の説得に応じて宛の匡術が官軍に降伏。更に趙胤の遣わせた甘苗が歴陽に攻め込み、祖約は数百人余りを引き連れて歴陽から脱出し後趙へと投降した。この頃に石頭城の成帝を救出しようと劉超・鍾雅らが謀ったが、事前に計画が漏れて任譲に斬殺された。
2月に官軍は石頭城を総攻撃し、司馬滕が蘇逸を破って捕縛すると蘇碩を温嶠が討ち取り、司馬滕の家臣である曹據が成帝の身柄を確保して船で温嶠の陣へ保護する事に成功。戦後、蘇逸を始めとして司馬羕と二人の子と司馬雄・孫崧・任譲らは尽く処断され、この場は生き延びた韓晃・馬雄らも李閎に捕捉されて平陵山で尽く斬られ、蘇峻の乱は完全に鎮定された。

## 戦後
この乱の鎮定時に蘇峻の一族は滅び、後趙へと逃れた祖約もしばらくして石勒に処断されたが途中で投降した路永・匡術・賈寧や桓宣などは王導の執り成しもあって助命されている。
政治的な情勢としては再び王導が朝政を内覧する立場に返り咲き、乱の元凶となったとして庾亮は自ら成帝に申し出て中央の職を辞して外鎮に回すように志願。庾亮個人はこの時点で失脚したが、中書令の後任は実弟の庾冰が充てられ庾一族の外戚としての権勢は変わらず維持された。また、首都建康が荒廃した為に温嶠らが遷都を提言したが王導の強い反対によって首都は建康のまま据え置かれた。
軍事的にはこの内乱によって蘇峻・祖約という北方の守備を担当する二つの大きな軍閥が壊滅し、更に間隙を突いた後趙によって祖約領を失陥してしまう結果を招き、北からの圧力が一気に強まった。東晋はこの脅威に対抗するべく北方の軍備の指揮系統を陶侃と郗鑒の二人に集約し、陶侃の軍団が「西府」、郗鑒の軍団が「北府」と呼ばれるようになり、以後長らく東晋の軍事力の中核となり北方防衛の要を担ったが、強大な軍事力を持つ軍団長が蘇峻のように朝廷に叛意を抱いた場合の対処などは棚上げされたままであり、後々の桓温の専横などを招く結果にもなった。

## 参考資料
- 『資治通鑑』巻93、94
- 『晋書』巻66、67、73、100